# Roás
Roás (llamada oficialmente San Miguel de Roás) es una parroquia española del municipio de Cospeito, en la provincia de Lugo, Galicia.

## Organización territorial
La parroquia está formada por trece entidades de población:
- Carballiños (Os Carballiños)
- Casablanca (Casabranca)
- Castelo
- Corral (O Curral)
- Gabín
- Grandameá
- Insua (A Insua)
- Muíños (Os Muíños)
- Picañeira (A Picañeira)
- Pino
- Ponte (A Ponte)
- Ruanova (Rúa Nova)
- Toxeiro (O Toxeiro)

## Demografía
| Gráfica de evolución demográfica de Roás entre 2000 y 2019 |
|                                                            |
| Datos según el nomenclátor publicado por el INE.           |